# 塔斯卡盧薩都會區
塔斯卡盧薩都會區（英語：Tuscaloosa metropolitan area），根據美國人口普查局的定義，塔斯卡盧薩都會區是位於阿拉巴馬州中西部的三個縣組成的一個都會區。截至2010年的人口普查，塔斯卡盧薩都會區的人口為219,461人。

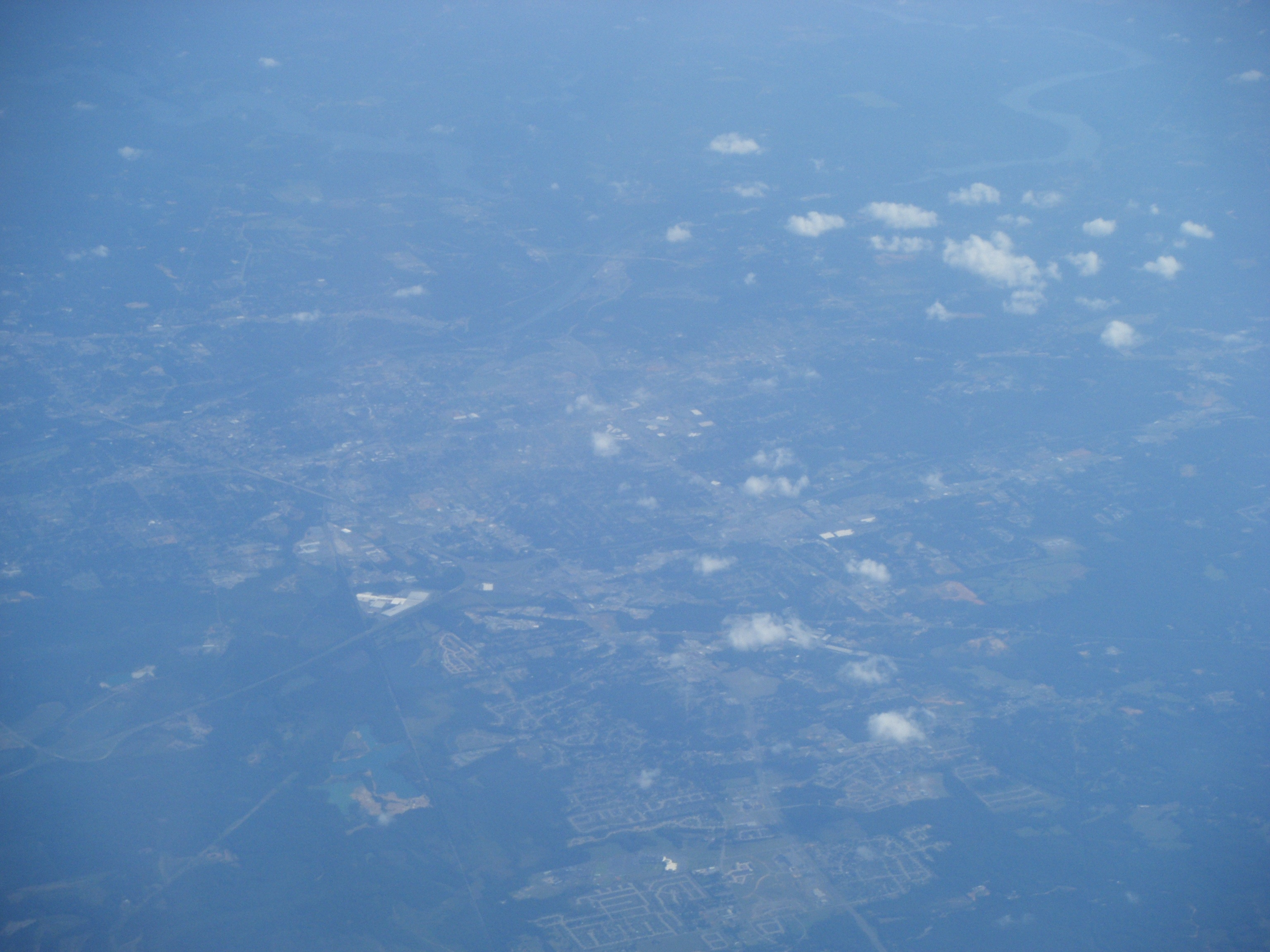
塔斯卡盧薩都會區鳥瞰圖，2012年

## 範圍劃定
- 格林縣 (阿拉巴馬州)
- 黑爾縣 (阿拉巴馬州)
- 塔斯卡卢萨县 (亚拉巴马州)